# Fengguan

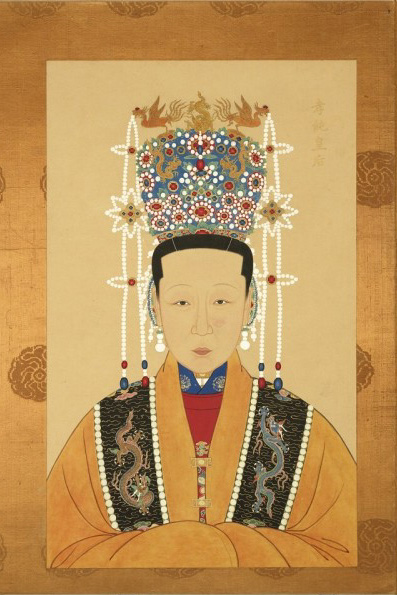
Fengguan porté par l'impératrice douairière Xiaochun (dynastie Ming)

Le fengguan (chinois : 鳳冠 ; pinyin : fèngguān), chapeau-aux-phénix ou chapeau au phénix, est un couvre-chef traditionnel faisant partie du hanfu, portée par les Han lors de la dynastie Ming. C'est aussi une coiffure de mariée pour le mariage traditionnel chinois.

## Origine du nom
Son nom signifie chapeau au phénix, en raison de ses ornements en forme de fenghuang (phénix chinois) composés de plumes de martin-pêcheur.

## Histoire
Cette coiffure vient d'une épingle à cheveux chinoise au phénix (鳳釵 ; fèngchāi), portée par les impératrices et les concubines de l'empereur. Elle est dite remonter à l'empereur Qin Shi Huang, mais le terme apparaît sous la dynastie Jin (265-420) pour désigner l'épingle à cheveu qui imitait le phénix chinois. 
Le fengguan fait partie du diyi ou huiyi, costume porté par les impératrices de la dynastie Song, et par les impératrices et les princesses couronnées de la dynastie Ming. Le portrait officiel de l'épouse de l'empereur Song Qinzong la montre couronnée d'un fengguan.

## Galerie
|                                                                                                 |
| Couronne de l'impératrice Xiaojing, épouse de l'empereur Wanli, mausolée Dingling, Pékin, 1958. |

|                                                          |
| Portrait officiel de l'épouse de l'empereur Song Qinzong |

|                                                              |
| Femme portant le diyi d'une impératrice de la dynastie Ming. |